# Антиох I (царь Коммагены)
Антио́х I Теос (греч. Ἀντίοχος ὀ Θεός Δίκαιος Ἐπιφανής Φιλορωμαίος Φιλέλλην), также Антио́х I Ерванду́ни (арм. Անտիոքոս Երվանդունի, 86—38 до н. э.) — царь Коммагены из армянской династии Ервандидов c 70 г. до н. э. до своей смерти, самый знаменитый правитель этого царства.
Предполагается, что он похоронен в построенной по его повелению в 62 году до н. э. гробнице на горе Немрут Таврского хребта.